# Jeffrey Wahlberg
Jeffrey Wahlberg (Boston, 17 de julio de 1996) es un actor estadounidense de ascendencia dominicana. Es conocido por interpretar los papeles de Prince en Future World y Diego en Dora y la ciudad perdida.

## Biografía
Jeffrey nació en Boston, Massachusetts el 17 de julio de 1996, de padre estadounidense y madre dominicana. Es hijo de Jim Wahlberg, hermano de los famosos actores Mark Wahlberg y Donnie Wahlberg, y por lo tanto sobrino de ambos. Tiene una hermana gemela.
Hizo su debut como actor en 2012 en la película A Feeling from Within en el papel de James Scully. En la película de televisión Instant Gratification de 2015, interpretó a Peter. En el cortometraje If Only de 2015, interpretó al adicto al opio Isaac Díaz. En el cortometraje independiente Toyed, interpretó a Carlos, un joven latino que vivía en Miami en la década de 1990 cuando la cultura del grafiti estaba experimentando uno de sus puntos álgidos.
Wahlberg también recibió el papel de Mickey Smalley en la película Don't Come Back from the Moon. La película es una adaptación de una novela de Dean Bakopoulos, para la cual el actor James Franco, quien participa en la película junto a Wahlberg, había adquirido los derechos. La película se presentó por primera vez el 20 de junio de 2017 en el Festival de Cine de Los Ángeles.
Wahlberg desempeñó un papel principal en la película Future World de James Franco y Bruce Thierry Cheung. En la película, interpreta a un joven príncipe que, en un mundo postapocalíptico, va con un robot en busca de una aparente cura para su madre con enfermedad terminal. La filmación finalizó en 2016 y se estrenó oficialmente en cines el 25 de mayo de 2018.
En 2019, formó parte del elenco principal de la película Dora and the Lost City of Gold, que además es una versión en imagen real de la serie animada infantil homónima de Nickelodeon. La filmación de la película comenzó el 6 de agosto de 2018 y concluyó el 7 de diciembre del mismo año, y el estreno oficial fue el 9 de agosto de 2019. Jeffrey interpretó a Diego, el primo del personaje Dora y que se embarca en una aventura junto a ella y dos amigos para buscar la ciudad perdida de oro llamada Parapata.
En 2022, apareció como Rob Mahoney en la miniserie estadounidense de drama criminal, The Girl from Plainville. La serie es una dramatización de los acontecimientos que condujeron a la muerte de Conrad Roy y la condena de su novia Michelle Carter por homicidio involuntario.

## Filmografía
| Año  | Título                         | Papel          | Notas                               |
| ---- | ------------------------------ | -------------- | ----------------------------------- |
| 2012 | A Feeling from Within          | James Scully   |                                     |
| 2015 | Instant Gratification          | Peter          | Telefilme                           |
| 2015 | If Only                        | Isaac Díaz     |                                     |
| 2015 | Toyed                          | Carlos         | Cortometraje                        |
| 2015 | Ballers                        | Guardacoches   | Episodio «Head-On»                  |
| 2017 | Don't Come Back from the Moon  | Mickey Smalley |                                     |
| 2018 | Future World                   | Prince         |                                     |
| 2018 | Counterpart                    | Zeger          | Episodio «No Man's Land - Part Two» |
| 2019 | Dora and the Lost City of Gold | Diego          |                                     |
| 2021 | Cherry                         | Jiménez        |                                     |
| 2022 | The Girl from Plainville       | Rob Mahoney    | Miniserie; 5 episodios              |